# 白糠バイパス
白糠バイパス（しらぬかバイパス）は、青森県上北郡六ヶ所村泊字焼山から下北郡東通村白糠字赤平までの狭隘区間を迂回する国道338号のバイパスである。全体計画延長6,680mのうち、I期工区部分3,830mが2012年12月12日に開通した。
村境海沿いの断崖区間は延長1,237mの泊・白糠トンネルで通過する。
- 起点：青森県上北郡六ヶ所村泊字焼山
- 終点：下北郡東通村白糠銅屋
- 延長・規格：延長6.68km、3種3級（設計速度60km/h）、幅員11.5m（2車線）
- 事業着手年度：昭和62年度